# Parasoloe
Parasoloe là một chi bướm đêm thuộc họ Erebidae.

## Các loài
- Parasoloe tetrasticta Kiriakoff, 1954